# Нордстрём, Текла
Текла Вильгельмина Нордстрём, урождённая Линдестрём (швед. Tekla Vilhelmina Nordström; 11 февраля 1856, Стокгольм — 27 мая 1937, там же) — шведская художница, график и фотограф.

## Биография и творчество
Текла Линдестрём родилась и выросла в Стокгольме. Её отец, фабричный рабочий, умер молодым, и о детях заботилась мать. Тем не менее, Текла смогла получить образование: в 1872 году она поступила в Школу ремёсел (Slöjdskolan), а затем получила стипендию, позволившую ей продолжить учёбу в Париже у ксилографа Огюсты Тришон.

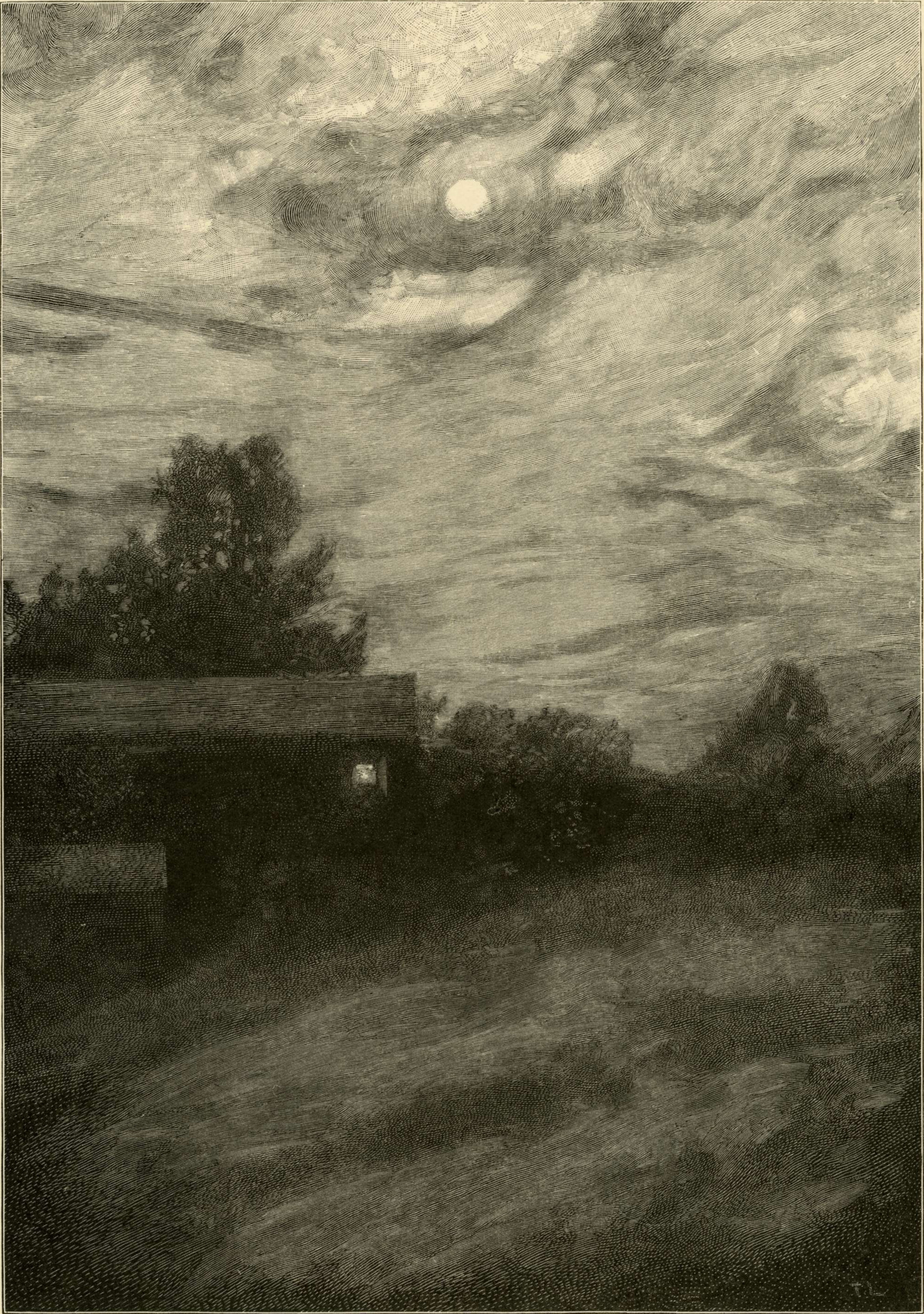
Текла Нордстрём. Лунный свет. 1891

В то время работа в области ксилографии, как и, например, фотографии, телефонии или телеграфных услуг, позволяла женщинам создать собственную карьеру и обрести финансовую независимость. Текла Нордстрём стала одной из немногочисленных женщин-ксилографов Швеции, выполняя в числе прочего заказы для различных журналов. Она приобрела известность благодаря гравюрам, созданным по произведениям живописи, а также техническим и научным иллюстрациям, которые часто выполнялись в этой технике. Кроме того, Текла Нордстрём выполнила гравюры по иллюстрациям Карла Ларссона к «Fältskärns berättelser» Сакариаса Топелиуса, а также по его иллюстрациям к «Samlade skaldeförsök» Анны Марии Леннгрен. В строгую линеарность ксилографии художница стремилась привнести элементы более свободного стиля и передачи света, свойственной искусству импрессионизма.
В 1886 году Текла Линдестрём вышла замуж за художника Карла Нордстрёма и вернулась с ним в Швецию. В 1886 году, при участии Карла Нордстрёма, была создана Ассоциация художников (Konstnärsförbundet), и Текла с самого начала её существования стала одним из членов. В 1890-е годы она в основном создавала гравюры по произведениям современных художников, в первую очередь членов ассоциации. Когда её зрение начало слабеть, она занялась фотографией. Кроме того, она обучала искусству ксилографии молодых художников — членов организации «Föreningen Original-Träsnitt», основанной в 1912 году. В числе её учениц была художница Анна Сальстрём.
Текла Нордстрём умерла в 1937 году и была похоронена на Северном кладбище в Сольне.